# 卡诺伊尼亚斯
卡诺伊尼亚斯是巴西圣卡塔琳娜州的一个市镇。总面积1144.837平方公里，总人口52677人，人口密度46人/平方公里。